# Johann Schmaus

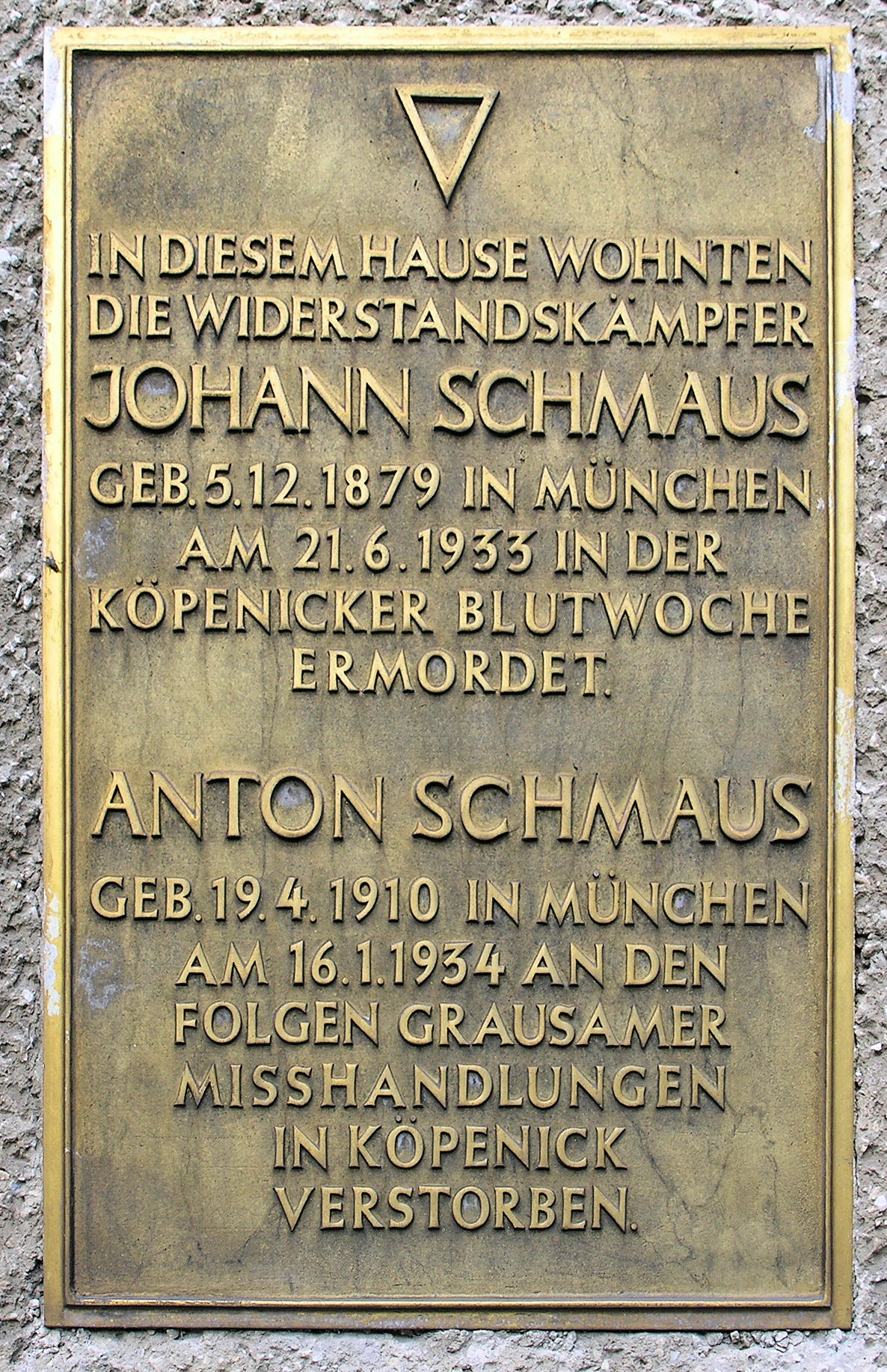
Gedenktafel am Haus Schmausstraße 2 in Berlin-Köpenick

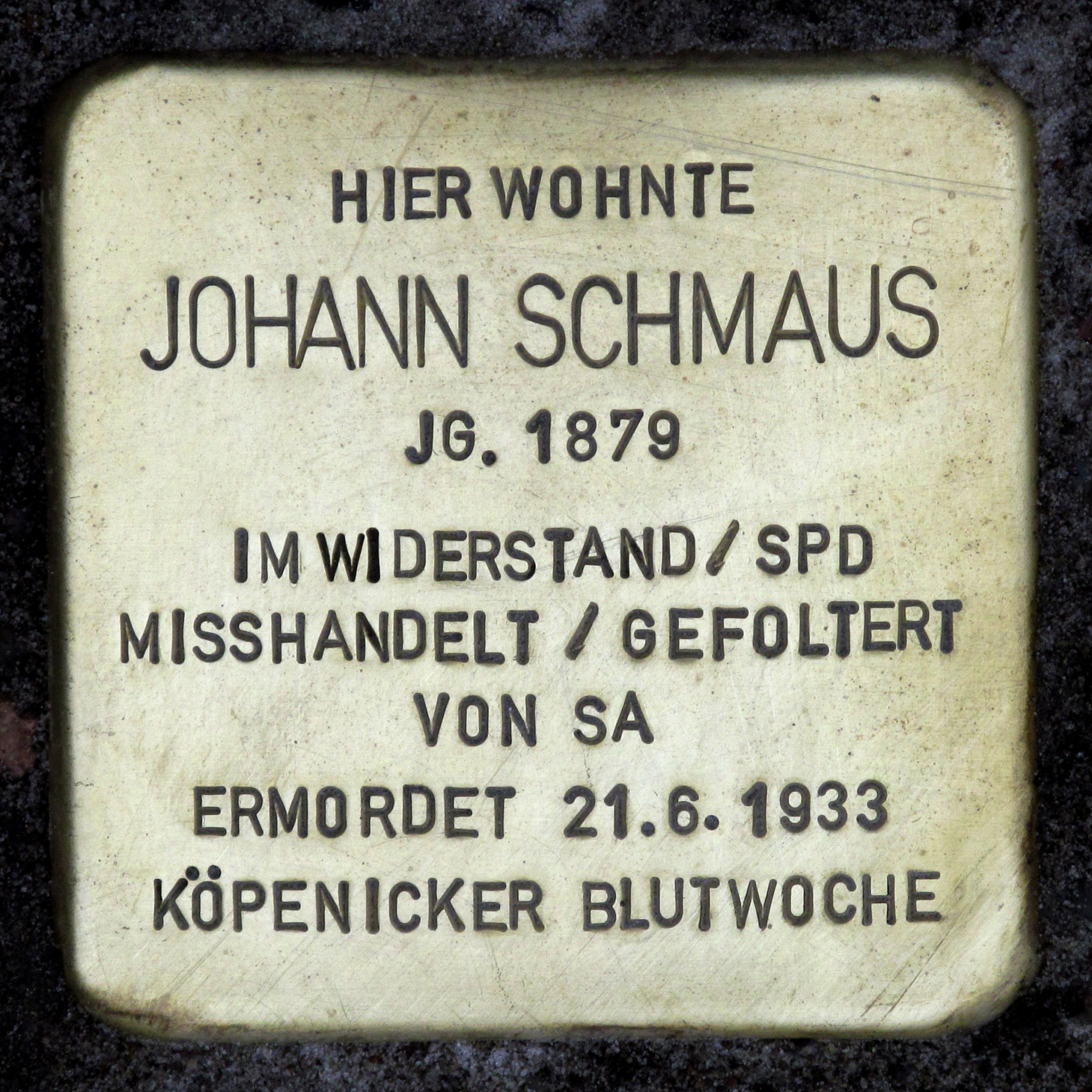
Stolperstein am Haus Schmausstraße 2

Johann Schmaus (geboren am 5. Dezember 1879 in München; gestorben am 22. Juni 1933 in Berlin-Köpenick) war ein deutscher Sozialdemokrat, Vorstandsmitglied des Landarbeiterverbandes, Mitglied des Reichswirtschaftsrates und Mordopfer der Köpenicker Blutwoche.

## Leben
Johann Schmaus erlernte den Beruf eines Zimmermanns. Ab 1905 war er Ortsvorsitzender des Münchener Zentralverbandes der Zimmerer und verwandter Berufsgenossen Deutschlands. Ab 1913 war er in Mainz als hauptamtlicher Gewerkschaftsfunktionär des Deutschen Landarbeiterverbandes, 1920 Sekretär des Hauptvorstandes dieser Gewerkschaft und zog mit seiner Familie nach Berlin. Hier wurde er als Arbeitnehmervertreter der Landwirtschaft in den „Vorläufiger Reichswirtschaftsrat|Vorläufigen Reichswirtschaftsrat“ berufen. Er war Mitglied des Reichsbanner Schwarz-Rot-Gold und leitete 1933 die Ortsgruppe Köpenick.
Am Abend des 20. Juni 1933 versuchten SA-Männer Johann Schmaus und seine Söhne Hans und Anton gefangen zu nehmen. Alle drei waren aber abwesend. Am nächsten Vormittag, dem 21. Juni 1933, drangen SA-Männer gewaltsam in die Wohnung der Familie Schmaus ein, trafen jedoch keinen der drei an. Johann Schmaus hielt sich bereits seit mehreren Tagen nicht mehr in Köpenick auf, da es bereits seit Wochen immer wieder zu Übergriffen der Köpenicker Sturmabteilung (SA) der NSDAP gekommen war. Johanns Ehefrau Katharina informierte ihren Mann über diese Ereignisse und dass die SA bei der Durchsuchung die umfangreiche Bibliothek der Familie beschlagnahmt hatte. Trotzdem suchte Schmaus seine Wohnung, Alte Dahlwitzer Straße 2, an diesem Abend auf. Am späten Abend drangen drei SA-Männer gewaltsam in das Haus ein. Anton stellte sich der SA in den Weg und schoss in Notwehr auf die Eindringlinge. Zwei SA-Männer traf er tödlich, ein dritter wurde während des Schusswechsels vermutlich von seinen eigenen Leuten verletzt. Anton Schmaus rettete sich vor dem Zugriff der SA durch einen Sprung aus dem Fenster. In unbändiger Wut stürzten sich die nachgerückten SA-Männer auf Johann Schmaus. Er wurde von ihnen auf bestialische Weise misshandelt und zu Tode gequält. Schließlich hängte man ihn im Gartenschuppen auf, um einen Selbstmord vorzutäuschen. Johann Schmaus wurde im August 1933 in der Gedenkstätte der Sozialisten beigesetzt.
Seine Ehefrau Katharina Schmaus und die 13-jährige Tochter Margareta verschleppte SA in das Amtsgerichtsgefängnis Köpenick. In Anwesenheit der Tochter wurde Katharina Schmaus dort schwer misshandelt, anschließend musste sie monatelang im Krankenhaus behandelt werden. Die fünf Kinder von Johann Schmaus flüchteten zum Teil vorübergehend ins Ausland. Die Familie wurde von den Nationalsozialisten wenige Monate später enteignet, mit der Begründung, durch die Tat des jüngsten Sohnes Anton sei das Vermögen der Familie als „staatsfeindlich“ zu betrachten. Die Nationalsozialisten benutzen die Ereignisse im Hause Schmaus für reichsweite Propagandazwecke.

## Gedenken
- Am 31. Juli 1947 erfolgte die Umbenennung seiner Wohnstraße „Alte Dahlwitzer Straße“ in „Schmausstraße“.Schmausstraße. In: Straßennamenlexikon des Luisenstädtischen Bildungsvereins
- Gedenktafeln am Wohnhaus (Schmausstraße 2) und am Essenplatz 1 erinnern an Johann Schmaus.
- Johann- und Anton-Schmaus-Oberschule Kiekebuschstraße, Berlin-Köpenick.
- Die „Johann-Schmaus-Straße“ im Münchener Stadtteil Neuhausen ehrt ihn seit 1987.
- Gedenktafel, Erich Janitzky und Johannes Stelling, Stelling-Janitzky-Brücke, Berlin-Adlershof.
- Ein Stolperstein in der Schmausstraße 2 erinnert seit dem 2. Dezember 2013 an seine Ermordung.